# Willem van Manderscheid
Willem I van Manderscheid-Kayl (overleden 1546) was abt van de abdijen van Stavelot en Malmedy tussen 1499 en 1546. Hij was zo ook abt-vorst van Stavelot-Malmedy. 
Manderscheid erfde abdijen in crisis. In het jaar dat hij abt werd, was het aantal monniken in Stavelot gedaald tot zes en in Malmedy vijf. Hij probeerde de tucht binnen de abdij te herstellen en verbood onder andere dat de monniken zouden deelnemen aan het plaatselijke carnaval. Hij onderscheidde zich ook als bouwheer. Hij liet de abdijkerk van Stavelot uit de 11e eeuw afbreken en vervangen door een nieuwe kerk in gotische stijl. Ook liet hij het kasteel van Stavelot bouwen.

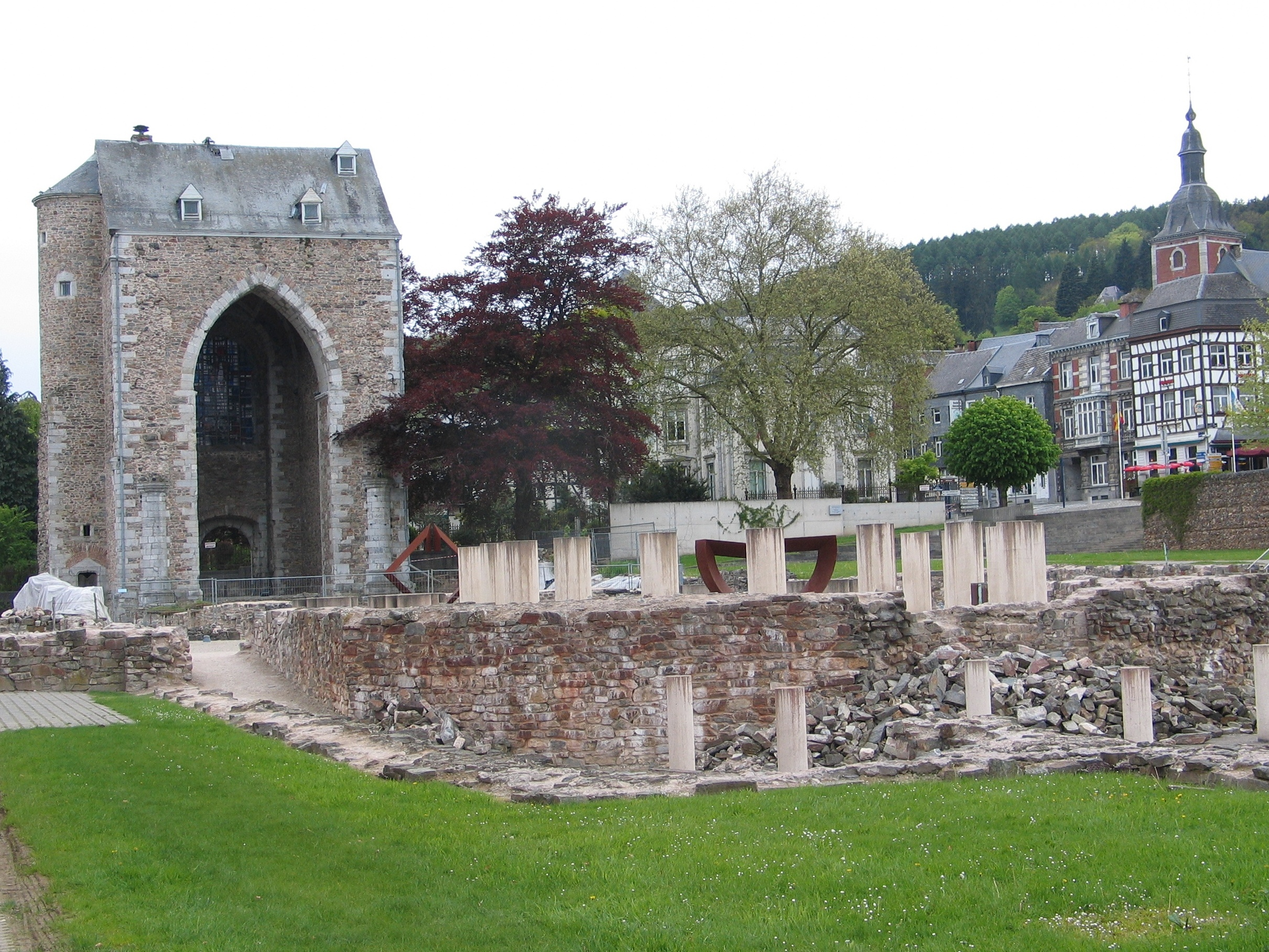
Resten van de abdijkerk en kerktoren van Stavelot. Met de bouw van de toren werd begonnen in 1534.